# Župna crkva Rođenja Blažene Djevice Marije u Granešini
Župna crkva Rođenja Blažene Djevice Marije katolička je crkva sagrađena 1886. godine. Sagrađena je na mjestu gdje je od srednjeg vijeka postojala crkva. Stara gotička crkva koja je stradala u potresima 1502. godine i 1690. godine obnovljena je u baroknom stilu početkom 18. stoljeća. Nakon što je ta crkva stradala u potresu 1880. godine, sagrađena je sadašnja crkva.
Crkva se nalazi u Gradu Zagrebu u naselju Granešina i zaštićeno kulturno dobro Republike Hrvatske.

## Povijest i arhitektura
Župna crkva Rođenja Blažene Djevice Marije u Granešini jedno je od arhitektonskih djela Hermana Bolléa.
Neogotička crkva s pročelnim zvonikom podignuta je prema Bolléovim nacrtima, kao dio obnove nakon potresa 1880. godine. Posveta crkve održana je 13. listopada 1901., a obavio ju je nadbiskup Josip Posilović. Povijesni dokument iz 1502. godine spominje raniju crkvu koja je stradala u potresu, dok je nova crkva također pretrpjela značajna oštećenja u potresu 1906. te tijekom borbi za Zagreb u Drugom svjetskom ratu, 7. svibnja 1945. godine. Obnove su provedene 1976. godine (unutrašnjost), 1991. godine (toranj i krov) te 1996. godine (stubište, križni put i vrt). Crkva je zaštićena kao kulturno-povijesni spomenik.
Gradnja Bolléove nove crkve koštala je 23 600 forinti od čega je Nadbiskupski duhovni stol dao 16 600, a 7 tisuća prikupili su župljani. Opremu vrijednu 4486 forinti financirala je Župa s 3655, a župnik je dodao 313 forinti. Ostatak je bio financiran od utjeranih dugova seljaka i prodaje misnog vina.

## Unutrašnjost crkve
Unutrašnjost crkve obilježavaju križno-rebrasti svodovi te drveno krovište iznad glavnog broda.
Prije rušenja stare crkve svi sačuvani predmeti su spremljeni, ali kako prema Bolléovoj zamisli nisu dolikovali  za novosagrađenu crkvu, župnik Mikec ih je pokušao prodati. Prodaja nije uspjela te je župnik zamolio Nadbiskupski duhovni stol da predmete spali i otpiše. Preostao je jedino kip Blažene Djevice Marije s Djetetom, prema nekim procjenama iz 15., a prema drugima iz 17. st., koji je bio na glavnom oltaru. Rijedak je to i kvalitetan primjer kasnogotičke plastike, visok 1 metar. Postavljen je na zid svetišta ispred glavnog oltara na kojem su kipovi Bogorodice, sv. Petra i sv. Pavla.
Crkva je ukrašena vitrajima, ornamentalnim dekoracijama te umjetničkim prikazima blaženog Alojzija Stepinca, blaženih Drinskih mučenica, blaženog Ivana Merza, blaženog Augustina Kažotića, svetog Nikole Tavelića, svetog Leopolda Mandića i svete Edith Stein.

## Galerija
- Pogled na crkvu, veljača 2025
- Pogled na crkvu, veljača 2025
- Ploča na potpornom zidu